# Étienne Ezingeard
Étienne Ezingeard est un homme politique français né le 9 décembre 1740 à Saint-Jean-en-Royans (Drôme) et mort au même lieu le 26 avril 1817.

## Biographie
Notaire de 1764 à 1814 à Saint-Jean-en-Royans (Drôme) puis juge de paix, il est député de la Drôme de 1791 à 1792, siégeant dans la majorité.